# Fogera (woreda)
Fogera est un des 105 woredas de la région Amhara, en Éthiopie.